# Grupo Consultivo en Temas Aduaneros
El Grupo Consultivo en Temas Aduaneros es el nombre del colectivo vinculado en el comercio internacional al territorio peruano. Esta se creó el 7 de enero de 2005, por la Resolución n.º 002-2005-SUNAT, durante la gestión de la Dra. Nahil Hirsh Carrillo como Superintendente Nacional de SUNAT. Según dicha resolución su objetivo es ser una instancia para la coordinación y el diálogo entre la Superintendencia Nacional de Administración Tributaria (SUNAT) y los gremios de comercio exterior, así como agilizador en el sistema aduanero de este último.

## Gremios
Los gremios que conforman el Grupo Consultivo en Temas Aduaneros son los siguientes:
- Asociación de Agentes de Aduanas del Perú - AAAP
- Asociación de Exportadores - ADEX
- Asociación Peruana de Agentes de Carga Internacional - APACIT
- Asociación Peruana de Empresas de Servicio Expreso - APESE
- Cámara de Comercio de Lima - CCL
- Cámara Nacional de Comercio, Producción y Servicios - PERUCAMARAS
- Consejo Nacional de Usuarios de Distribución Física Internacional de Mercancías - CONUDFI
- Sociedad de Comercio Exterior del Perú - COMEXPERU
- Sociedad Nacional de Industrias - SNI